# Maria Clementina Sobieska
Maria Clementina Sobieska (Oława, 18 luglio 1702 – Roma, 18 gennaio 1735) è stata una principessa polacca, membro della famiglia Sobieski e nipote del re Giovanni III Sobieski.
In quanto moglie di Giacomo Francesco Edoardo Stuart, detto il "vecchio pretendente", fu riconosciuta come regina consorte d'Inghilterra, Scozia e Irlanda dalle corti europee e dai sudditi britannici che sostenevano le pretese degli Stuart cattolici e il loro ritorno sul trono (giacobitismo).

## Biografia
Figlia quintogenita di Giacomo Luigi Sobieski (principe di Oława), principe della corona di Polonia, e della contessa palatina Edvige del Palatinato. Suoi nonni paterni erano Giovanni III Sobieski, re di Polonia e granduca di Lituania, e Maria Casimira Sobieska, nobildonna appartenente all'aristocrazia francese. Suoi nonni materni erano l'elettore palatino Filippo Guglielmo del Palatinato-Neuburg e la principessa Elisabetta Amalia d'Assia, figlia del langravio Giorgio II d'Assia-Darmstadt e della principessa Sofia Eleonora di Sassonia.
Poiché Maria Clementina era una delle ereditiere più ricche d'Europa, venne promessa in sposa al principe Giacomo Francesco Edoardo Stuart, capo dei giacobiti e figlio del re (detronizzato nel 1688 durante la Gloriosa Rivoluzione) Giacomo II d'Inghilterra e della consorte Maria Beatrice d'Este. Fu però arrestata dall'imperatore Carlo VI d'Asburgo sotto consiglio di Re Giorgio I di Gran Bretagna, contrario al matrimonio. Dopo numerose difficoltà, il 3 settembre 1719 il matrimonio fu celebrato nella cappella del palazzo episcopale di Montefiascone.

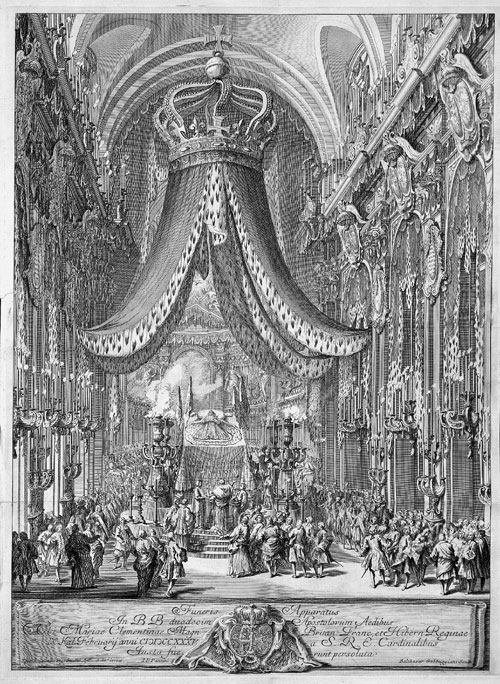
Pompe funebri di Maria Clementina in San Pietro.

Invitati da papa Clemente XI a risiedere a Roma, la coppia visse in un palazzo romano e ad Albano Laziale, frequentando le feste e la nobiltà romana. La Chiesa provvide a loro con il rilascio di una pensione annuale di 12.000 corone.
La vita coniugale di Giacomo e Maria Clementina si dimostrò presto turbolenta e infelice. Nel 1725, subito dopo la nascita del secondo figlio, Enrico Benedetto, battezzato con rito cattolico, la principessa lo accusò di adulterio e lo lasciò, andando a vivere a Roma, presso le suore del convento di Santa Cecilia, dedicandosi alla preghiera e ai lavori di cucito.
Molto deperita, Maria Clementina morì a Roma il 18 gennaio 1735, a soli 32 anni ed ebbe i funerali nella basilica dei SS. Apostoli. Nella seconda cappella della navata destra, sul secondo pilastro, si trova una lapide in marmo realizzata nel 1737 dallo scultore Filippo Della Valle, raffigurante serafini e angeli con un’urna. All'interno fu riposto il cuore di Maria Clementina, mentre il resto del corpo fu deposto nella Basilica di San Pietro.

## Tomba in San Pietro
Con straordinaria concessione, papa Benedetto XIV dispose la sepoltura della regina Maria in San Pietro e commissionò all'artista Pietro Bracci e all’architetto Filippo Barigioni un grandioso monumento barocco alla sua memoria, ancora oggi visibile nella basilica (1700-1773), sopra la porta degli ascensori che scendono dalla cupola. La tomba fu realizzata negli anni 1739–1744.
Volgendo le spalle a un obelisco dipinto, un angelo e la figura dell’Assunzione che eleva in alto il cuore ardente reggono un medaglione in mosaico con il ritratto di Maria Clementina, realizzato da Paolo Cristofari. Sotto di loro un manto marmoreo avvolge il sarcofago di porfido con scritte in lettere d'oro i titoli della regina. Due angeli davanti al sarcofago reggono uno scettro e una corona. Con stile prettamente barocco, il monumento è composto di diversi materiali: le carni delle figure sono in marmo bianco, il manto è in alabastro, la corona, lo scettro e il cuore ardente sono realizzati in bronzo dorato.
Su disegno di Giovanni Paolo Pannini furono realizzate le incisioni Apparato all'interno della Basilica dei SS. Apostoli e Corteo funebre. Una medaglia in memoria, con effigie del papa e con il sepolcro di Maria Clementina Sobieski, fu incisa per volere del pontefice. 
Di lei sono noti anche due ritratti, dipinti da Antonio David.

### Discendenza
Maria Clementina e Giacomo Edoardo ebbero due figli che furono gli ultimi della loro stirpe:
- Carlo Edoardo Luigi Filippo Casimiro Stuart (1720–1788), meglio conosciuto come "Bonnie Prince Charlie", sposò Luisa di Stolberg-Gedern da cui non ebbe figli; ebbe una relazione con sua cugina Marie Louise de La Tour d'Auvergne ed ebbe figli; ebbe figli anche dalla sua amante Clementina Walkinshaw;
- Enrico Benedetto Maria Clemente Tommaso Francesco Saverio Stuart (1725-1807), successivamente noto come il cardinale Duca di York.

### Ascendenza
|                                             |                                           |                                      | Genitori                              |  |  | Nonni |  |  | Bisnonni       |  |  | Trisnonni      |  |
|                                             |                                           |                                      |                                       |  |  |       |  |  | Jakub Sobieski |  |  | Marek Sobieski |  |
|                                             |                                           |                                      |                                       |  |  |       |  |  | Jakub Sobieski |  |  | Marek Sobieski |  |
|                                             |                                           | Jadwiga Snopkowska                   |                                       |  |  |       |  |  | Jakub Sobieski |  |  |                |  |
| Giovanni III Sobieski                       |                                           |                                      |                                       |  |  |       |  |  | Jakub Sobieski |  |  |                |  |
|                                             |                                           | Zofia Teofila Daniłowiczówna         | Jan Daniłowicz                        |  |  |       |  |  |                |  |  |                |  |
|                                             |                                           | Zofia Teofila Daniłowiczówna         | Jan Daniłowicz                        |  |  |       |  |  |                |  |  |                |  |
|                                             |                                           | Zofia Teofila Daniłowiczówna         | Zofia Żółkiewska                      |  |  |       |  |  |                |  |  |                |  |
| Giacomo Luigi Sobieski                      |                                           | Zofia Teofila Daniłowiczówna         |                                       |  |  |       |  |  |                |  |  |                |  |
|                                             |                                           | Henri Albert de La Grange d'Arquien  | Antoine de La Grange d'Arquien        |  |  |       |  |  |                |  |  |                |  |
|                                             |                                           | Henri Albert de La Grange d'Arquien  | Antoine de La Grange d'Arquien        |  |  |       |  |  |                |  |  |                |  |
|                                             |                                           | Henri Albert de La Grange d'Arquien  | Anne d'Ancienville                    |  |  |       |  |  |                |  |  |                |  |
| Maria Casimira Luisa de la Grange d'Arquien |                                           | Henri Albert de La Grange d'Arquien  |                                       |  |  |       |  |  |                |  |  |                |  |
|                                             |                                           | Françoise de La Châtre               | Baptiste de La Châtre of Bruillebault |  |  |       |  |  |                |  |  |                |  |
|                                             |                                           | Françoise de La Châtre               | Baptiste de La Châtre of Bruillebault |  |  |       |  |  |                |  |  |                |  |
|                                             |                                           | Françoise de La Châtre               | Gabrielle Lamy                        |  |  |       |  |  |                |  |  |                |  |
| Maria Clementina Sobieska                   |                                           | Françoise de La Châtre               |                                       |  |  |       |  |  |                |  |  |                |  |
|                                             | Volfango Guglielmo del Palatinato-Neuburg | Filippo Luigi del Palatinato-Neuburg |                                       |  |  |       |  |  |                |  |  |                |  |
|                                             | Volfango Guglielmo del Palatinato-Neuburg | Filippo Luigi del Palatinato-Neuburg |                                       |  |  |       |  |  |                |  |  |                |  |
|                                             | Volfango Guglielmo del Palatinato-Neuburg | Anna di Jülich-Kleve-Berg            |                                       |  |  |       |  |  |                |  |  |                |  |
| Filippo Guglielmo del Palatinato            | Volfango Guglielmo del Palatinato-Neuburg |                                      |                                       |  |  |       |  |  |                |  |  |                |  |
|                                             |                                           | Maddalena di Baviera                 | Guglielmo V di Baviera                |  |  |       |  |  |                |  |  |                |  |
|                                             |                                           | Maddalena di Baviera                 | Guglielmo V di Baviera                |  |  |       |  |  |                |  |  |                |  |
|                                             |                                           | Maddalena di Baviera                 | Renata di Lorena                      |  |  |       |  |  |                |  |  |                |  |
| Edvige del Palatinato-Neuburg               |                                           | Maddalena di Baviera                 |                                       |  |  |       |  |  |                |  |  |                |  |
|                                             |                                           | Giorgio II d'Assia-Darmstadt         | Luigi V d'Assia-Darmstadt             |  |  |       |  |  |                |  |  |                |  |
|                                             |                                           | Giorgio II d'Assia-Darmstadt         | Luigi V d'Assia-Darmstadt             |  |  |       |  |  |                |  |  |                |  |
|                                             |                                           | Giorgio II d'Assia-Darmstadt         | Maddalena di Brandeburgo              |  |  |       |  |  |                |  |  |                |  |
| Elisabetta Amalia d'Assia-Darmstadt         |                                           | Giorgio II d'Assia-Darmstadt         |                                       |  |  |       |  |  |                |  |  |                |  |
|                                             |                                           | Sofia Eleonora di Sassonia           | Giovanni Giorgio I di Sassonia        |  |  |       |  |  |                |  |  |                |  |
|                                             |                                           | Sofia Eleonora di Sassonia           | Giovanni Giorgio I di Sassonia        |  |  |       |  |  |                |  |  |                |  |
|                                             |                                           | Sofia Eleonora di Sassonia           | Maddalena Sibilla di Hohenzollern     |  |  |       |  |  |                |  |  |                |  |
|                                             |                                           | Sofia Eleonora di Sassonia           |                                       |  |  |       |  |  |                |  |  |                |  |

## Titoli e trattamento
- 18 luglio 1702 – 3 settembre 1719, Sua Altezza la Principessa Maria Clementina Sobieska.
- Giacobita, 3 settembre 1719 – 18 gennaio 1735, Sua Maestà la Regina d'Inghilterra, Scozia e d'Irlanda.